# Baquba (distrikt)
Ba'quba District är ett distrikt i Irak.   Det ligger i provinsen Diyala, i den centrala delen av landet, 29 km norr om huvudstaden Bagdad.